# 이춘재 연쇄 살인 사건
이춘재 연쇄 살인 사건(李春在連鎖殺人事件)은 이춘재가 1986년 9월 15일부터 1991년 4월 3일까지 대한민국 경기도 화성군 일대에서 여성 10여 명을 강간하고 여성의 생식 기관에 이물질을 삽입하고 살해한 사건이다. 모방범죄로 판단되었던 8차 사건을 제외하고 범인이 검거되지 않은 채로 이 사건들의 공소시효는 범행 당시의 형사소송법 규정(제 249조)에 따라 범행 후 15년이 지난 2001년 9월 14일 ~ 2006년 4월 2일 사이에 모두 만료되었다. 그러나 2019년에 무기수로 복역 중인 이춘재가 DNA 검사결과 범인으로 특정되었고 화성 연쇄 살인 14건 모두의 진범이라고 자백하였다. 2019년 12월 17일 이전 까지는 지역명을 따서 화성 연쇄 살인 사건(華城連鎖殺人事件)으로 불리다가 2019년 12월 17일 이후 경찰이 화성지역 주민들과 화성시의회의 요청을 받아들여 현재 이름으로 사건명이 최종 변경되었다.

## 사건 일지
| 구분 | 일시             | 장소                                 | 피해자       | 비고                                                                  |
| ---- | ---------------- | ------------------------------------ | ------------ | --------------------------------------------------------------------- |
| 1차  | 1986년 9월 15일  | 태안읍 안녕리(現 (현) 안녕동) 목초지 | 이완임(71세) | 2001년 9월 14일 24시 공소시효 만료                                    |
| 2차  | 1986년 10월 20일 | 태안읍 진안리(現 (현) 진안동) 농수로 | 박현숙(25세) | 2001년 10월 19일 24시 공소시효 만료                                   |
| 3차  | 1986년 12월 12일 | 태안읍 안녕리(現 (현) 안녕동) 축대   | 권정분(25세) | 2001년 12월 11일 24시 공소시효 만료                                   |
| 4차  | 1986년 12월 14일 | 정남면 관항리 농수로                 | 이계숙(23세) | 2001년 12월 13일 24시 공소시효 만료                                   |
| 5차  | 1987년 1월 10일  | 태안읍 황계리(現 (현) 황계동) 논바닥 | 홍진영(19세) | 2002년 1월 9일 24시 공소시효 만료                                     |
| 6차  | 1987년 5월 2일   | 태안읍 진안리(現 (현) 진안동) 야산   | 박은주(29세) | 2002년 5월 1일 24시 공소시효 만료                                     |
| 7차  | 1988년 9월 7일   | 팔탄면 가재리 농수로                 | 안기순(54세) | 2003년 9월 6일 24시 공소시효 만료                                     |
| 8차  | 1988년 9월 16일  | 태안읍 진안리(現 (현) 진안동) 자택   | 박상희(14세) | 1989년 7월 27일 윤성여(22)를 검거했으나 이춘재는 자신의 범행이라 주장 |
| 9차  | 1990년 11월 15일 | 태안읍 병점리(現 (현) 병점동) 야산   | 김미정(14세) | 2005년 11월 14일 24시 공소시효 만료                                   |
| 10차 | 1991년 4월 3일   | 동탄면 반송리(現 (현) 반송동) 야산   | 권순상(69세) | 2006년 4월 2일 24시 공소시효 만료                                     |

### 사건 사이의 관계
6시경 일어난 1차 사건을 제외한 2~10차 사건은 주로 19시~23시 사이에 일어났다.
유일하게 시효 내에 처리된 8차 살인사건은 현장에 남아 있는 모발을 증거로 1989년 7월 27일 윤성여(22)를 검거하였는데, 이 사건은 다른 사건과의 관련성이 없는 것으로 결론 내려졌다. 그러나 징역 20년으로 감형된 윤성여는 2003년 5월 2일에 감옥에서 살인한 적도 없고 수사과정에서 고문을 당했다고 인터뷰했다. 1~7, 9~10차 사건의 공소시효 만료 후 특정된 이춘재는 8차 사건도 자기가 저질렀다고 자백하였다. 그리고 2020년 12월 17일 목요일에 재심에서 윤성여가 무죄 판결이 선고되었다.
10차 사건 역시 9차 사건과 정액의 유전자가 다른데다가 장소나 범행 수법이 여타 사건과 차이가 커서 범인이 다른 사건으로 추정했었다.

## 범인의 특징 (확정 이전)
용의자의 몽타주는 1988년 9월 7일의 7차 살인사건 직후 버스에 올라탄 남자에 대한 운전기사 故 강원식하고 안내원의 기억을 바탕으로 만들어졌다. 버스 기사가 증언한 범인의 특징은 강간을 당한 피해자들의 증언과 대체로 일치했다. 피해자들의 진술에 따르면 사건 당시 범인은 마른 체격에 165~170cm의 키, 스포츠형으로 짧게 깎은 머리, 오똑한 코에 쌍꺼풀이 없고 눈매가 날카로운 갸름한 얼굴의 20대 중반의 남자였다. 또한 부드러운 손을 가지고 있었다. 일부 전문가들은 범인이 다른 강간 사건을 더 저질렀을 가능성이 높으며, 화성군 주민이 아니라 수원시에 거주했을 가능성이 높다고 지적한다.

## 진범 확정
2019년 9월 18일 수요일에 경기남부지방경찰청은 화성 연쇄살인 사건의 유력한 용의자로 현재 강간과 살인 사건으로 무기징역 수감 중인 50대 A씨를 특정했다고 발표했다. 지난 7월 중순쯤 당시 피해 여성에게서 나온 DNA를 국과수에 분석 의뢰한 결과 채취한 DNA와 일치한 대상자가 있다는 통보를 받았다고 설명했다. 범인의 실명은 이춘재이며 2019년 10월 1일 화요일에 모든 범행을 인정했다. 그리고 5건의 추가범죄에 대해서도 인정했다.
이후 DNA 검증을 통하여 4차 사건의 제 3자 DNA와 일치함이 밝혀졌다.
현재로서는 첫 사건이 일어난지 33년이 지났고, 2006년 4월, 10차 사건의 공소시효 기간이 끝나 처벌은 불가하다. 그러나 교도소에서 가석방을 못하게 되었다. 이춘재를 당시 경찰이 잡으려고 했지만 실패했고 혈액형도 확실하게 파악하지 못했고 보복 때문에 미제사건이 되었다.

## 이 사건을 소재로 한 작품
- 연극《날 보러 와요》
- 영화《살인의 추억》
- 드라마《시그널》